# John Holmes & Sherlock Watson
John Holmes & Sherlock Watson är ett seriealbum av Joakim Lindengren och David Nessle, publicerat 1994 av Tago förlag.
Serien är en travesti av burlesk karaktär på den klassiska detektiven Sherlock Holmes och hans trogne assistent Dr. Watson, där deras förnamn har bytt ”ägare” men namnet "John Holmes" anspelar också på den välutrustade porrstjärnan med samma namn. Seriens John Holmes använder sitt eget jätteorgan som tillhygge mot allehanda skurkar.